# زهير بن القين
زهير بن القين بن قيس الأنماري البجلي،  هو من كبار شيوخ قبيلة بجيلة في الكوفة. كان زهير رجلاً شريفاً في قومه نازلاً فيهم بالكوفة شجاعاً. له في المغازي مواقف مشهورة ومواطن مشهودة. كان أبوه القين - بحسب بعض المصادر - صحابياً. التحق زهير بركب الحسين بن علي، فكان من كبار أنصاره والقادة البارزين في معسكره.

## زهير قبل واقعة عاشوراء
نقلت بعض المصادر التاريخية عن مقربين من زهير القول أنه قال: كنا مع زهير بن القين عند رجوعه من الحج في السنة التي أقبل فيها الحسين إلى العراق فكنا نساير الحسين، فلم يك شيء أبغض على زهير من أن ينزل مع الحسين في مكان واحد أو يسايره في طريق واحد ـ لأنه كان أولاً عثمانياً ـ ولما نزل الحسين في زورد نزل بالقرب منه زهير بن القين البجلي. فبعث إليه الحسين رسولاً فأقبل رسول الحسين، فقال: يا زهير إن الحسين يدعوك، فكره زهير الذهاب إلى الحسين، فقالت له زوجه وهي دلهم بنت عمرو: يا سبحان الله أيبعث اليك الحسين بن فاطمة ثم لا تأتيه، ما ضرك لو أتيته فسمعت كلامه ورجعت، فذهب زهير على كره، فما لبث أن عاد مستبشراً ضاحكاً سنّه وقد أشرق وجهه، فأمر بفسطاطه فقلع، وضرب إلى لزقٍ فسطاط الحسين.
ثم ودّع زوجته وفي رواية قال لها: أنت طالق، فتقدمي مع أخيك حتى تصلي إلى منزلك، فإني قد وطنت نفسي على الموت مع الحسين. وقال لمن كان معه من أصحابه: من أحبّ منكم أن يتبعني، وإلاّ فانّه آخر العهد. ثم قال: إنّي سأحدّتَكم حديثا: غزونا بلَنْجَر، ففتح اللّه علينا، وأصبنا غنائم، فقال لنا سلمان الفارسي- أو سلمان الباهلي كما في بعض النسخ- «أفرحتم بما فتح اللّه عليكم، وأصبتم من الغنائم؟! فقلنا: نعم، فقال لنا: إذا أدركتم شباب آل محمد، فكونوا أشدّ فرحاً بقتالكم معه بما أصبتم من الغنائم»، فأمّا أنا فإنّي أستودعكم اللّه. وذكرت بعض المصادر أن زهير بن القين مال إلى معسكر الحسين ومعه ابن عمّه سلمان بن مضارب.

## في كربلاء

### زهير يوم التاسع من المحرّم
لما نهض ابن سعد عشية الخميس لتسع خلون من المحرّم ونادى في عسكره بالزحف نحو الحسين، وكان جالساً أمام بيته محتبيا بسيفه، قال لأخيه العباس:
اركب حتى تلقاهم واسألهم عما جاءهم وما الذي يريدون؟
فركب العباس في عشرين فارساً فيهم زهير وحبيب وسألهم عن ذلك، قالوا:
جاء أمر الأمير أن نعرض عليكم النزول على حكمه أو ننازلكم الحرب.
فانصرف العباس يخبر الحسين بذلك ووقف أصحابه يعظون القوم، فقال لهم حبيب بن مظاهر:
أما والله لبئس القوم عند الله غدا قوم يقدمون عليه وقد قتلوا ذرية نبيّه وعترته وأهل بيته وعباد أهل هذا المصر المتهجدين بالأسحار الذاكرين الله كثيراً.
فقال له عزرة بن قيس:
إنك لتزكي نفسك ما استطعت.
فقال زهير:
يا عزرة، إن الله قد زكاها وهداها فاتق الله يا عزرة فإني لك من الناصحين، أنشدك الله يا عزرة أن لا تكون ممن يعين أهل الضلالة على قتل النفوس الزكية.
ثم قال عزرة:
يا زهير ما كنت عندنا من شيعة أهل هذا البيت إنما كنت على غير رأيهم؟!
قال زهير:
أ فلست تستدل بموقفي هذا أني منهم، أما والله ما كتبت إليه كتابا قط، ولا أرسلت إليه رسولا، ولا وعدته نصرتي، ولكن الطريق جمع بيني وبينه، فلمّا رأيته ذكرت به رسول الله ومكانه منه وعرفت ما يقدم عليه عدوّه فرأيت أن أنصره، وأن أكون من حزبه، وأجعل نفسي دون نفسه لما ضيعتم من حق رسوله.

### في ليله العاشر من محرم
لمّا خطب الحسين في أصحابه وأهل بيته ليلة العاشر من المحرّم، وأذن لهم في الانصراف حتى ينجو من القتل، أجابه أصحابه بما أجابوه، وكان ممّن أجابه زهير رافضا ترك الحسين فقال: «والله لوددت أنّي قُتلت ثمّ نُشرت ثمّ قُتلت حتّى أُقتل هكذا ألف مرّة، وأنّ الله تعالى يدفع بذلك القتل عن نفسك، وعن أنفس هؤلاء الفتيان من أهل بيتك»

### يوم عاشوراء
وقف مقاتلا إلى جانب الحسين وخطب بجيش عمر بن سعد قائلا:

«يا أهل الكوفة، نذار لكم من عذاب الله نذار، إنّ حقّاً على المسلم نصيحة أخيه المسلم، ونحن حتّى الآن أخوة، وعلى دين واحد، وملّة واحدة ما لم يقع بيننا وبينكم السيف، وأنتم للنصيحة منّا أهل، فإذا وقع السيف انقطعت العصمة، وكنّا أُمّة وأنتم أُمّة، إنّ الله قد ابتلانا وإيّاكم بذرّية نبيّه محمّد (صلى الله عليه وآله) لينظر ما نحن وأنتم عاملون، إنّا ندعوكم إلى نصرهم وخذلان الطاغية عبيد الله بن زياد»
فلم يستجيبوا له، وقال له شمربن الجوشن: إنّ الله قاتلك وصاحبك عن ساعة.

فرد عليه زهير: أفبالموت تخوّفني؟ فوالله، للموت معه أحبّ إليّ من الخلد معكم

### خروجه للمعركة واستشهاده
حمل على جيش عمر بن سعد، وهو يرتجز ويقول:
«أنا زهير وأنا ابن القين ** أذودكم بالسيف عن حسين
إنّ حسيناً أحد السبطين ** من عترة البرّ التقيّ الزين
ذاك رسول الله غير المين ** أضربكم ولا أرى من شين
يا ليت نفسي قُسمت قسمين

وقال محمّد بن أبي طالب: فقاتل حتّى قتل مائة وعشرين رجلاً ثمّ رجع فوقف أمام الحسين وقال له:
فدتك نفسي هادياً مهديّا ** أليوم ألقى جدّك النبيّا
وحسناً والمرتضى عليّا ** وذا الجناحين الشهيد الحيّا
فكأنّه ودّعه وعاد يقاتل، فشدّ عليه كثير بن عبد الله الشعبي، ومهاجر بن أوس التميمي فقتلاه، ولمّا صرع وقف عليه الحسين (عليه السلام) فقال: لا يُبعدنّك الله يا زهير، ولعن الله قاتلك لعن الذين مسخوا قردةً وخنازير

## قال العلماء فيه
1. قال محسن الأمين:«كان زهير أوّلاً عثمانياً ـ أي أنّه يميل إلى عثمان بن عفّان ويدافع عن مظلوميته ـ وكان قد حجّ في السنة التي خرج فيها الحسين إلى العراق، فلمّا رجع من الحجّ جمعه الطريق مع الحسين، فأرسل إليه الحسين وكلّمه، فانتقل علوياً وفاز بالشهادة»[18]
2. قال محمّد السماوي:«كان زهير رجلاً شريفاً في قومه، نازلاً فيهم بالكوفة، شجاعاً، له في المغازي مواقف مشهورة، ومواطن مشهودة».[19]

## وصلات خارجية
استشهاد الصحابي زهير بن القين في كربلاء على يوتيوب